# Закон желания
«Закон желания» (исп. La ley del deseo) — испанский комедийно-драматический триллер Педро Альмодовара 1987 года.

## Сюжет
Пабло Кинтеро — успешный режиссёр-гей. Он встречает  Антонио, красивого молодого человека, одержимого им. У них завязываются отношения, но Пабло всё ещё влюблён в своего давнего любовника Хуана.
Параллельно с этим рассказывается драматическая история сестры Пабло, Тины, посредственной актрисы, которая когда-то изменила пол, чтобы завязать сексуальные отношения с отчимом, который в итоге оставил её ради другой женщины. Из-за этого она ненавидит всех мужчин, а вокруг ходят слухи, что она может быть лесбиянкой. Кроме того, она должна заботиться об Аде, дочери своей бывшей любовницы, бросившей её.
В порыве страсти к Пабло Антонио убивает Хуана. Однако полиция начинает подозревать Пабло и Тину. В автокатастрофе Пабло теряет память, что позволяет Тине открыть ему, почему она стала транссексуалом. Также она сообщает, что нашла любовника. Им оказывается Антонио, но Пабло узнаёт об этом слишком поздно. Антонио берёт Тину и Аду в заложники, чтобы потребовать часа наедине с Пабло. Ошеломлённый Пабло соглашается и после часа их близости начинает испытывать нежные чувства к нему. Но Антонио вдруг убивает себя.

## Актёрский состав
- Эусебио Понсела — Пабло Кинтеро
- Кармен Маура — Тина Кинтеро
- Антонио Бандерас — Антонио Бенитес
- Мигель Молина — Хуан Бермудес
- Мануэла Веласко — Ада
- Биби Андерсен — мать Ады
- Фернандо Гильен — инспектор
- Фернандо Гильен Куэрво — детектив
- Хельга Лине — мать Антонио
- Начо Мартинес — доктор
- Херман Кобос — отец Константино
- Марта Фернандес Муро — фанатка
- Росси де Пальма — репортёр

## Награды
На Берлинском кинофестивале 1987 г. фильм завоевал премию «Тедди»